# كليات هوبارت وويليام سميث
كليات هوبارت ووليام سميث (Hobart and William Smith Colleges) توجد في جينيفا بنيويورك ويشكلون كليات في التحرر الأدبي ويقدمون شهادة البكالوريوس في الآداب وبكالوريوس العلوم ودرجة أستاذ في تدريس الآداب.
تعود أصول كليات هوبارت ووليام سميث إلى أكاديمية جينيفا في سنة 1796، وتأسست باسم هوبارت كولدج في 1822 باسم جينيفا كولدج وأعيدت تسميتها نسبة إلى مؤسسها الأسقف جون هنري هوبارت.